# Meszes
Meszes là một thị trấn thuộc hạt Borsod-Abaúj-Zemplén, Hungary. Thị trấn này có diện tích 11,4 km², dân số năm 2010 là 159 người, mật độ 14 người/km².